# Loab

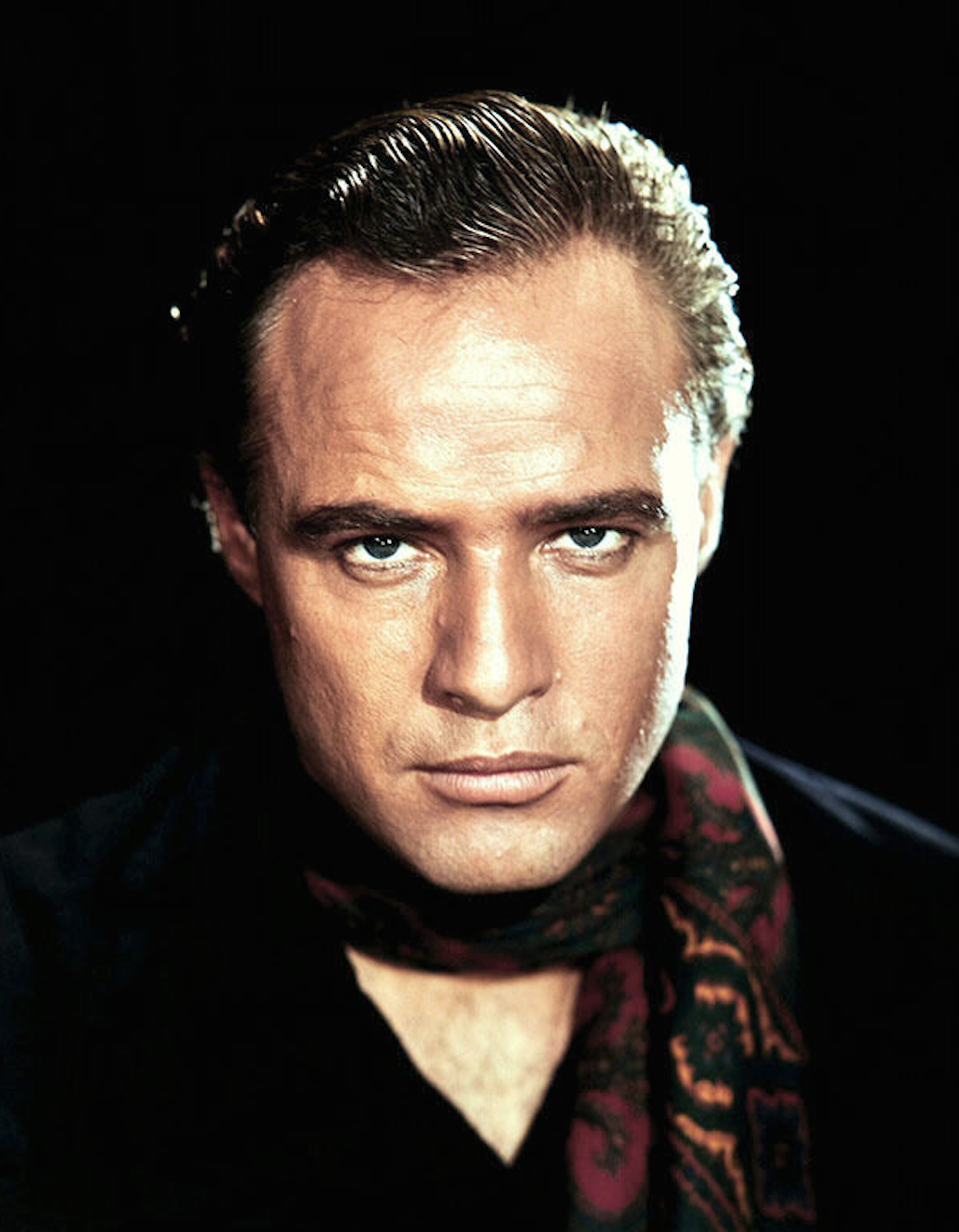
Loab生成の元となった俳優マーロン・ブランド

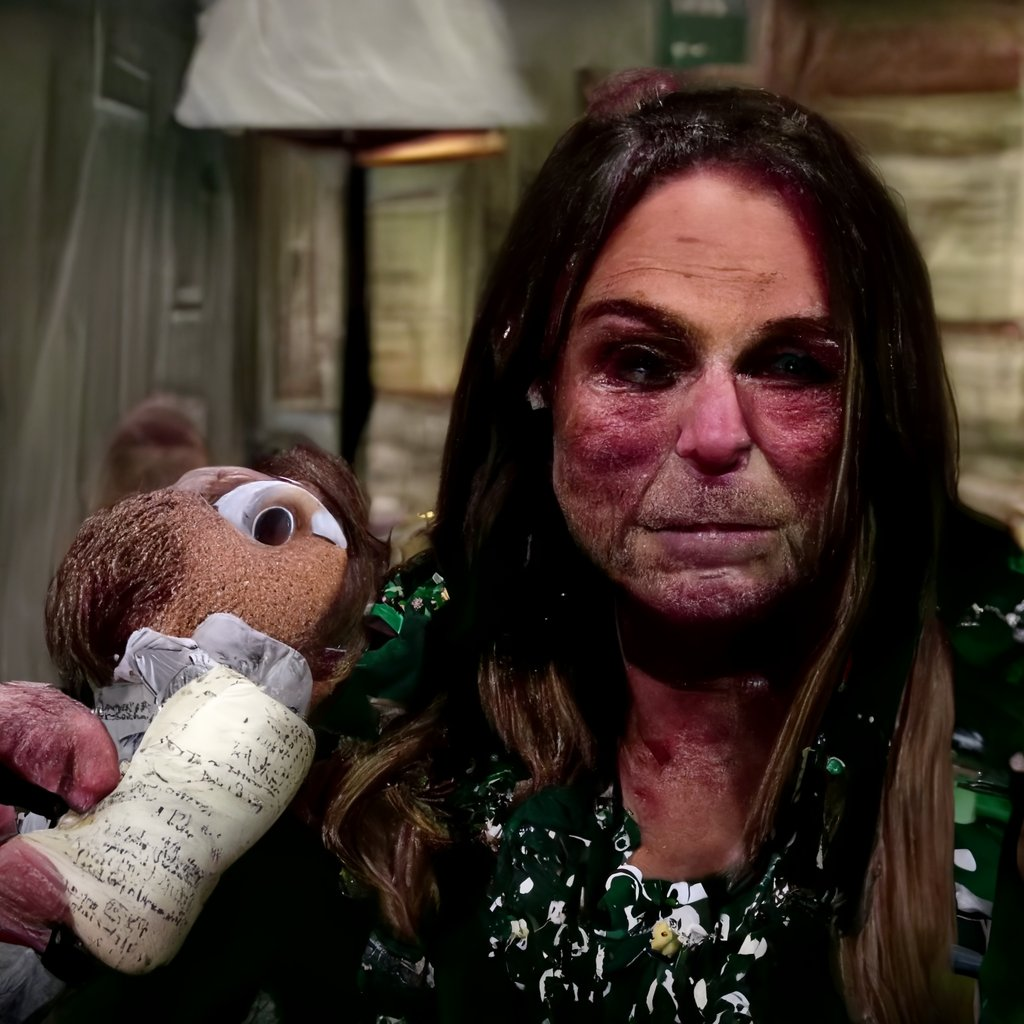
Loabと名付けられた架空の人物

Loab（ローブ）は、2022年4月に発見された、画像生成AIによって生成された特定の特徴を持つ架空の人物。
スウェーデンを拠点として音楽活動をしている女性アーティスト、ステフ・スワンソン(Steph Swanson)が、ツイッターアカウントSupercomposite上にて2022年9月6日、複数枚の画像・動画や経緯とともに「私がローブと呼ぶ女性を今年の4月に発見した。画像生成AIは、この女性を他の有名人よりも簡単に再現した。彼女の存在は執拗で、彼女が触れる全てのイメージにつきまとうようだ。」と発表し、その発見を主張した。
ローブは「AIによって生成された最初の未確認生物」と呼ばれ、都市伝説として話題となり急速に拡散された。

## 発見の経緯
2022年4月、スウェーデンの自宅にて画像生成の実験を行っていたステフは、「負のプロンプト」と呼ばれるコードを使用した画像生成を行っていた。負のプロンプトとは、要求したものとは反対の画像を生成させるコードであり、これを使用してアメリカの俳優マーロン・ブランドの反対の画像を生成させる「Brando::-1」という指定を行った。これによって生成された画像の1枚は、黒い西洋の城を下地に緑の文字で「DIGITA PNTICS」と記述された、ビジネスロゴのような画像であった。ステフは、このビジネスロゴの逆を指定すればマーロン・ブランドのAI画像が生成されるものと思い、再度負のプロンプトを用いて「DIGITA PNTICS skyline logo::-1」という指定を行った 。これによってステフが「不快な画像」と表現する、「頬に三角形の酒皶がくっきりと浮かび上がり、打ちひしがれた年配の女性」という同じ特徴を持った4枚の架空人物の画像が生成された。そのうちの1枚が、CDジャケットを連想させるデザインをしており、読み取れる文字列（Loab）から、ステフはこの女性にローブという名を与えた。通常、負のプロンプトを使用すると生成される4枚の画像は多様な結果となるのが一般的であり、ステフは「同じ女性と分かる画像が大量に取得できてしまうという状況は本当に珍しい」と語っている。

## ローブを使用した実験
ステフはさらなる画像生成の実験を行ったところ、出力されたローブを画像のプロンプトとして使用すると暴力的でグロテスクな結果が表示されるようになり、「この画像に関する何らかの情報が、AIの世界では極めてグロテスクで不気味な分野に隣接している可能性を示唆している」と語った。さらにステフは、ローブの画像を他の画像と組み合わせると、彼女の顔を取り除くためにプロンプトにどれだけ歪みを加えても、その結果はローブを含む画像を返す結果となったことから、「AIの潜在空間においてローブはグロテスクで不気味な分野に隣接していることに加え、孤立している。このため、ローブに関連するプロンプトを与えた場合、ローブ以外の関連する画像が使用できない状況に陥る」と主張した。ステフはその後、十分な画像の希釈と交雑を行うことで、ローブの存在しない画像を生成することに成功するが、こうして生成したローブの存在しない画像を組み合わせると、再びローブが出現することも明らかにした。IT系ニュースを取り扱うWebサイトMotherboardが、どの画像生成AIを使用したかについてステフに問い合わせたところ、様々な事情により公開できないとして、ローブの生成に使用したソフトウェアの公開を拒否した。
ステフの発表により「AIによって生成された最初の未確認生物」として急速に拡散されたローブは、他の画像生成者や他の画像生成AIソフトウェアによっても多数作られるようになり、瞬く間にインターネット環境に定着した。ステフは「未確認生物といっても幽霊やそれに類するものではない」と認めつつも「彼女をネット上から追い出したいと思っても既に手遅れだ」と付け加えた。

## 反応
ローブの一連の画像がステフの発表の通り、人工知能アートのバグや偶然による正統な生成物なのか、クリーピーパスタなのかは議論の余地があるとされている。
スミソニアン誌は、「ローブは視覚美学、芸術、テクノロジーを巡る倫理的な議論を巻き起こした」と記しており、酒皶を持つ女性をホラー画像としてラベリングすることは差別を助長し、障害に汚名を着せているとして批判する考えを示す人もいる。これに対してステフはAIがローブと暴力的な画像を組み合わせて出力するのは、画像生成ソフトウェアに使用されているデータの「社会的バイアス」であると反論している。アトランティック誌の作家であるスティーブン・マルシェは、ローブをこれまでになかった表現形式であるとし、作者不明の集合的な想像的遺産、無意識な視覚的マインドの発露であると評した。オランダの朝刊誌デ・フォルクスクラントのローレンス・バーヘイゲン(Laurens Verhagen)は、AIの最奥に潜む恐怖の生き物の存在を示すというよりは、現在のAIの理解力の限界を示しているに過ぎないとしている 。
アラン・チューリング研究所のメアリー・エイトケン(Mhairi Aitken)は、ローブのような出力結果は典型的な「画像生成モデルの限界」であるとして、このような無知から生まれる都市伝説や、それを簡単に受容し、真剣に受け止める人々の容易さを懸念した。サイエンス・アラートのカーリー・カセラ(Carly Cassella)は、実在の人物を示すものではなく、単なる概念やアイデアであるローブは、『真珠の耳飾りの少女』のようなトローニーとは似ているが異なるという意味を込めて「現代のトローニー」と評した。ワイアード誌のジョエル・ワーナーは、チャットGPTのようなAIテキストジェネレーターが一般社会に浸透するにつれて、『ソドムの120日』のような不穏なアイデアを紡ぎ始めるだろうとし、ローブはその始まりに過ぎないとしている。
その他、日本でルポライター、漫画家として活動している村田らむは、2023年2月16日、「AIでAOKIGAHARA (青木ヶ原)　を描いてもらうと、定期的に同一人物っぽい女性が現れる」とツイッター上に投稿し、日本版のローブとして話題となった。顔に奇妙なペイントがあり、青い服を着た色白で黒髪の女性という特徴が似通った架空人物が描写されるため、「青木ヶ原さん」として定着を見せつつある。